# Blender Emte
Die Blender Emte ist ein etwa 6 km langer Bach in den niedersächsischen Landkreisen Nienburg/Weser und Verden. Sie fließt aus dem nördlichen Ende des Alveser Sees heraus und dann weitgehend in nördlicher Richtung durch die zur Samtgemeinde Thedinghausen gehörenden Orte Oiste, Blender und Wulmstorf. Sie mündet bei Nottorf in die Weser.